# ليانغ يوهاو (لاعب كرة قدم)
ليانغ يوهاو (بالصينية: 梁宇昊) هو لاعب كرة قدم صيني في مركز حراسة المرمى، ولد في 3 مارس 1993 في شاوغوان في الصين. لعب مع نادي إيسترن سبورتس.

## وصلات خارجية
- ليانغ يوهاو (لاعب كرة قدم) على موقع قاعدة بيانات كرة القدم.إي يو (الإنجليزية)
- ليانغ يوهاو (لاعب كرة قدم) على موقع Soccerway.com (الإنجليزية)